# Thomas Muster
Thomas Muster (Leibnitz, 2 oktober 1967) is een Oostenrijks voormalige tennisser.
Muster begon zijn carrière in 1985 en won zijn eerste ATP-toernooi een jaar later op de Dutch Open in Hilversum. In 1989 behaalde hij de halve finale van de Australian Open en werd mede door dit resultaat de eerste Oostenrijker die de top tien bereikte. In maart dat jaar werd hij kort voor de finale van Key Biscayne aangereden door een dronken taxichauffeur, waarbij ligamenten in zijn linkerknie scheurden. Zes maanden later keerde hij terug op de tour.
Zijn meest noemenswaardige resultaat kwam zes jaar later met het winnen van Roland Garros in 1995. Op 12 februari 1996 bereikte hij de nummer 1-positie op de wereldranglijst.
Muster beëindigde zijn professionele carrière in 1999, met 44 titels in het enkelspel, waaronder acht ATP Masters Series.
Zijn bijnaam is Iron Man, door zijn ijzeren wil. Deze bijnaam kreeg hij omdat hij na de aanrijding zo snel revalideerde en weer op de baan stond. Een andere bijnaam is "Berg-Boris", een vergelijking van de Oostenrijker (bergstaat) met Boris Becker.
Muster maakte in 2010, op 42-jarige leeftijd, in het challengertoernooi van Braunschweig in Duitsland zijn comeback.

## Grandslam enkelspelfinale
Winnaar
| Jaar | Toernooi      | Tegenstander  | Score         |
| 1995 | Roland Garros | Michael Chang | 7-5, 6-2, 6-4 |

## Palmares
| Legenda                       | Legenda               |
| ----------------------------- | --------------------- |
| Grand Slam                    |                       |
| Olympische Spelen             |                       |
| tot 2009                      | vanaf 2009            |
| Tennis Masters Cup            | ATP Finals            |
| ATP Masters Series            | ATP Tour Masters 1000 |
| ATP International Series Gold | ATP Tour 500          |
| ATP International Series      | ATP Tour 250          |

### Enkelspel
| Nr.                  | Datum             | Toernooi             | Ondergrond | Tegenstander in finale | Score                    | Details |
| -------------------- | ----------------- | -------------------- | ---------- | ---------------------- | ------------------------ | ------- |
| Gewonnen finales     |                   |                      |            |                        |                          |         |
| 1.                   | 3 augustus 1986   | Hilversum            | Gravel     | Jakob Hlasek           | 6-1, 6-3, 6-3            | Details |
| 2.                   | 10 juli 1988      | Boston               | Gravel     | Lawson Duncan          | 6-2, 6-2                 | Details |
| 3.                   | 31 juli 1988      | Bordeaux             | Gravel     | Ronald Agénor          | 6-3, 6-3                 | Details |
| 4.                   | 14 augustus 1988  | Praag                | Gravel     | Guillermo Pérez Roldán | 6-4, 5-7, 6-2            | Details |
| 5.                   | 25 september 1988 | Bari                 | Gravel     | Marcelo Filippini      | 2-6, 6-1, 7-5            | Details |
| 6.                   | 7 januari 1990    | ATP Adelaide         | Hardcourt  | Jimmy Arias            | 3-6, 6-2, 7-5            | Details |
| 7.                   | 11 maart 1990     | ATP Casablanca       | Gravel     | Guillermo Pérez Roldán | 6-1, 6-76, 6-2           | Details |
| 8.                   | 20 mei 1990       | ATP Rome             | Gravel     | Andrej Tsjesnokov      | 6-1, 6-3, 6-1            | Details |
| 9.                   | 16 juni 1991      | ATP Florence         | Gravel     | Horst Skoff            | 6-2, 6-72, 6-2           | Details |
| 10.                  | 15 september 1991 | ATP Genève           | Gravel     | Horst Skoff            | 6-2, 6-4                 | Details |
| 11.                  | 26 april 1992     | ATP Monte Carlo      | Gravel     | Aaron Krickstein       | 6-3, 6-1, 6-3            | Details |
| 12.                  | 14 juni 1992      | ATP Florence (2)     | Gravel     | Renzo Furlan           | 6-3, 1-6, 6-1            | Details |
| 13.                  | 30 augustus 1992  | ATP Umag             | Gravel     | Franco Davín           | 6-1, 4-6, 6-4            | Details |
| 14.                  | 28 februari 1993  | ATP Mexico-Stad      | Gravel     | Carlos Costa           | 6-2, 6-4                 | Details |
| 15.                  | 13 juni 1993      | ATP Florence (3)     | Gravel     | Jordi Burillo          | 6-1, 7-5                 | Details |
| 16.                  | 20 juni 1993      | ATP Genua            | Gravel     | Magnus Gustafsson      | 7-63, 6-4                | Details |
| 17.                  | 8 augustus 1993   | ATP Kitzbühel        | Gravel     | Javier Sánchez         | 6-3, 7-5, 6-4            | Details |
| 18.                  | 15 augustus 1993  | ATP San Marino       | Gravel     | Renzo Furlan           | 7-5, 7-5                 | Details |
| 19.                  | 29 augustus 1993  | ATP Umag (2)         | Gravel     | Alberto Berasategui    | 7-5, 3-6, 6-3            | Details |
| 20.                  | 3 oktober 1993    | ATP Palermo          | Gravel     | Sergi Bruguera         | 7-62, 7-5                | Details |
| 21.                  | 27 februari 1994  | ATP Mexico-Stad (2)  | Gravel     | Roberto Jabali         | 6-3, 6-1                 | Details |
| 22.                  | 1 mei 1994        | ATP Madrid           | Gravel     | Sergi Bruguera         | 6-2, 3-6, 6-4, 7-5       | Details |
| 23.                  | 19 juni 1994      | ATP Sankt Pölten     | Gravel     | Tomás Carbonell        | 4-6, 6-2, 6-4            | Details |
| 24.                  | 5 maart 1995      | ATP Mexico-Stad (3)  | Gravel     | Fernando Meligeni      | 7-64, 7-5                | Details |
| 25.                  | 9 april 1995      | ATP Estoril          | Gravel     | Albert Costa           | 6-4, 6-2                 | Details |
| 26.                  | 16 april 1995     | ATP Barcelona        | Gravel     | Magnus Larsson         | 6-2, 6-1, 6-4            | Details |
| 27.                  | 30 april 1995     | ATP Monte Carlo (2)  | Gravel     | Boris Becker           | 4-6, 5-7, 6-1, 7-66, 6-0 | Details |
| 28.                  | 21 mei 1995       | ATP Rome (2)         | Gravel     | Sergi Bruguera         | 3-6, 7-65, 6-2, 6-3      | Details |
| 29.                  | 11 juni 1995      | Roland Garros        | Gravel     | Michael Chang          | 7-5, 6-2, 6-4            | Details |
| 30.                  | 25 juni 1995      | ATP Sankt Pölten (2) | Gravel     | Bohdan Ulihrach        | 6-3, 3-6, 6-1            | Details |
| 31.                  | 23 juli 1995      | ATP Stuttgart        | Gravel     | Jan Apell              | 6-2, 6-2                 | Details |
| 32.                  | 13 augustus 1995  | ATP San Marino (2)   | Gravel     | Andrea Gaudenzi        | 6-2, 6-0                 | Details |
| 33.                  | 27 augustus 1995  | ATP Umag (3)         | Gravel     | Carlos Costa           | 3-6, 7-65, 6-4           | Details |
| 34.                  | 17 september 1995 | ATP Boekarest        | Gravel     | Gilbert Schaller       | 6-3, 6-4                 | Details |
| 35.                  | 29 oktober 1995   | ATP Essen            | Tapijt (i) | MaliVai Washington     | 7-66, 2-6, 6-3, 6-4      | Details |
| 36.                  | 10 maart 1996     | ATP Mexico-Stad (4)  | Gravel     | Jiří Novák             | 7-63, 6-2                | Details |
| 37.                  | 14 april 1996     | ATP Estoril (2)      | Gravel     | Andrea Gaudenzi        | 7-64, 6-4                | Details |
| 38.                  | 21 april 1996     | ATP Barcelona        | Gravel     | Marcelo Ríos           | 6-3, 4-6, 6-4, 6-1       | Details |
| 39.                  | 28 april 1996     | ATP Monte Carlo (3)  | Gravel     | Albert Costa           | 6-3, 5-7, 4-6, 6-3, 6-2  | Details |
| 40.                  | 19 mei 1996       | ATP Rome (3)         | Gravel     | Richard Krajicek       | 6-2, 6-4, 3-6, 6-3       | Details |
| 41.                  | 21 juli 1996      | ATP Stuttgart (2)    | Gravel     | Jevgeni Kafelnikov     | 6-2, 6-2, 6-4            | Details |
| 42.                  | 15 september 1996 | ATP Bogotá           | Gravel     | Nicolás Lapentti       | 6-76, 6-2, 6-3           | Details |
| 43.                  | 16 februari 1997  | ATP Dubai            | Hardcourt  | Goran Ivanišević       | 7-5, 7-63                | Details |
| 44.                  | 30 maart 1997     | ATP Miami            | Hardcourt  | Sergi Bruguera         | 7-66, 6-3, 6-1           | Details |
| Verloren finales     |                   |                      |            |                        |                          |         |
| 1.                   | 18 september 1988 | Barcelona            | Gravel     | Kent Carlsson          | 3-6, 3-6, 6-3, 1-6       |         |
| 2.                   | 23 oktober 1988   | Wenen                | Tapijt (i) | Horst Skoff            | 6-4, 3-6, 4-6, 2-6       |         |
| 3.                   | 2 april 1989      | Miami                | Hardcourt  | Ivan Lendl             | Walk-over                |         |
| 4.                   | 29 april 1990     | ATP Monte Carlo      | Gravel     | Andrej Tsjesnokov      | 5-7, 3-6, 3-6            | Details |
| 5.                   | 6 mei 1990        | ATP München          | Gravel     | Karel Nováček          | 4-6, 2-6                 | Details |
| 6.                   | 17 januari 1993   | ATP Sydney           | Hardcourt  | Pete Sampras           | 6-77, 1-6                | Details |
| 7.                   | 24 oktober 1993   | ATP Wenen (2)        | Tapijt (i) | Goran Ivanišević       | 6-4, 4-6, 4-6, 6-73      | Details |
| 8.                   | 6 augustus 1995   | ATP Kitzbühel        | Gravel     | Albert Costa           | 6-4, 4-6, 6-73, 6-2, 4-6 | Details |
| 9.                   | 22 oktober 1995   | ATP Wenen (3)        | Tapijt (i) | Filip Dewulf           | 5-7, 2-6, 6-1, 5-7       | Details |
| 10.                  | 10 augustus 1997  | ATP Cincinnati       | Hardcourt  | Pete Sampras           | 3-6, 4-6                 | Details |
| 11.                  | 12 april 1998     | ATP Estoril          | Gravel     | Alberto Berasategui    | 6-3, 1-6, 3-6            | Details |
| Gewonnen challengers |                   |                      |            |                        |                          |         |
| 1.                   | 27 oktober 1985   | Belo Horizonte       | Gravel     | Carlos di Laura        | 6-1, 6-4                 |         |
| 2.                   | 4 mei 1986        | Loipersdorf          | Gravel     | Ulf Stenlund           | 6-3, 7-5                 |         |
| 3.                   | 4 maart 1990      | Cairo                | Gravel     | Jose Francisco Altur   | 6-4, 6-3                 |         |
| 4.                   | 18 maart 1990     | Agadir               | Gravel     | Guillermo Perez-Roldan | 6-2, 7-5                 |         |
| 5.                   | 13 september 1992 | Venice               | Gravel     | Aurelio Marcos Gorriz  | 6-4, 6-1                 |         |

### Dubbelspel
| Nr.                          | Datum             | Toernooi | Ondergrond | Partner         | Tegenstanders in finale              | Score    | Details |
| ---------------------------- | ----------------- | -------- | ---------- | --------------- | ------------------------------------ | -------- | ------- |
| Gewonnen finales herendubbel |                   |          |            |                 |                                      |          |         |
| 1.                           | 19 september 1988 | Bari     | Gravel     | Claudio Panatta | Francesco Cancellotti Simone Colombo | 6-3, 6-1 |         |
| Verloren finales herendubbel |                   |          |            |                 |                                      |          |         |
| 1.                           | 8 augustus 1988   | Praag    | Gravel     | Horst Skoff     | Petr Korda Jaroslav Navrátil         | 5-7, 6-7 |         |

## Prestatietabel
| Legenda | Legenda                          |
| ------- | -------------------------------- |
| g.t.    | geen toernooi gehouden           |
| l.c.    | lagere categorie                 |
| –       | niet deelgenomen                 |
| G       | uitgeschakeld in de groepsfase   |
| 1R      | uitgeschakeld in de eerste ronde |
| 2R      | uitgeschakeld in de tweede ronde |
| 3R      | uitgeschakeld in de derde ronde  |
| 4R      | uitgeschakeld in de vierde ronde |
| KF      | uitgeschakeld in de kwartfinale  |
| HF      | uitgeschakeld in de halve finale |
| F       | de finale verloren               |
| W       | het toernooi gewonnen            |
| w-v     | winst/verlies-balans             |

### Enkelspel
| Toernooi        | 1985 | 1986 | 1987 | 1988 | 1989 | 1990 | 1991 | 1992 | 1993 | 1994 | 1995 | 1996 | 1997 | 1998 | 1999 |
| --------------- | ---- | ---- | ---- | ---- | ---- | ---- | ---- | ---- | ---- | ---- | ---- | ---- | ---- | ---- | ---- |
| Australian Open | –    | –    | –    | 1R   | HF   | 3R   | –    | 3R   | 2R   | KF   | 3R   | 4R   | HF   | 1R   | 1R   |
| Roland Garros   | 1R   | 2R   | 3R   | 3R   | –    | HF   | 1R   | 2R   | 4R   | 3R   | W    | 4R   | 3R   | KF   | 1R   |
| Wimbledon       | –    | –    | 1R   | –    | –    | –    | –    | 1R   | 1R   | 1R   | –    | –    | –    | –    | –    |
| US Open         | –    | 1R   | 3R   | 1R   | –    | 4R   | –    | –    | KF   | KF   | 4R   | KF   | 1R   | 3R   | –    |

### Dubbelspel
| Toernooi        | 1986 | 1987 | 1988 | 1989 | 1990 |
| --------------- | ---- | ---- | ---- | ---- | ---- |
| Australian Open | –    | –    | –    | 1R   | 1R   |
| Roland Garros   | –    | –    | –    | –    | –    |
| Wimbledon       | –    | –    | –    | –    | –    |
| US Open         | 2R   | –    | 1R   | –    | –    |